# Muhammad Musa
Le général Muhammad Musa Khan Hazara ou plus simplement Muhammad Musa ou Musa Khan (ourdou : محمد موسی خان هزاره) né le 20 octobre 1908 à Quetta et mort le 12 mars 1991 dans la même ville, est un militaire et homme politique pakistanais. Il est surtout notoire pour avoir été à la tête des forces armées de son pays entre 1958 et 1966, sous la présidence de Muhammad Ayub Khan. Il a également été gouverneur du Baloutchistan.
Né dans une tribu hazara chiite de la province du Baloutchistan, Muhammad Musa suit une formation militaire avant de rejoindre l'armée indienne britannique au sein de laquelle il se distingue durant la Seconde Guerre mondiale. Choisissant le Pakistan à l'indépendance, il rejoint son armée et dirige ensuite plusieurs de ses bataillons. Proche et fidèle du président Ayub Khan, Musa est propulsé par celui-ci à la tête de l'armée pakistanaise en 1958. Il dirige ses troupes durant la deuxième guerre indo-pakistanaise en 1965 puis quitte la direction de l'armée l'année suivante. Il se reconvertit ensuite en politique, en étant gouverneur du Pakistan occidental de 1966 à 1969, puis beaucoup plus tard gouverneur du Baloutchistan entre 1985 et 1991.

## Jeunesse et éducation

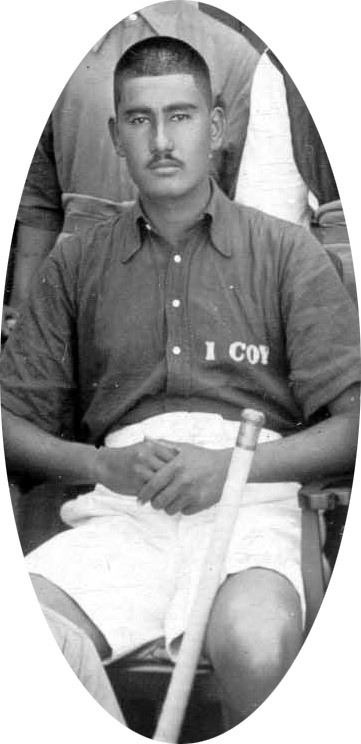
Muhammad Musa en 1930.

Muhammad Musa Khan est né le 20 octobre 1908 dans la ville de Quetta, dans la province du Baloutchistan, à l'époque située en Inde britannique. Sa famille est issue d'une tribu hazara chiite. Il parle ainsi persan et est descendant de la noblesse de l'Empire moghol. Il est le plus vieux fils de Sardar Yazdan Khan, qui était un chef de la tribu en question. Après avoir terminé ses études secondaires, Musa rejoint l'Académie militaire indienne et débute ainsi sa carrière militaire.

## Carrière militaire

### Ascension
Muhammad Musa Khan sort diplômé de l'Académie militaire indienne de Dehradun en 1935. Il rejoint dès l'année suivante le 6e bataillon royal du 13e Frontier Force Rifles de l'armée indienne britannique, basée à Abbottabad, en tant que sous-lieutenant. Entre 1936 et 1938, il participe aux campagnes militaires au Waziristan puis sert ensuite en Afrique du Nord lors de la Seconde Guerre mondiale, aux côtés du Royaume-Uni. Pour ses services lors des campagnes d'Afrique et du Moyen-Orient, il est décoré de l'ordre de l'Empire britannique. Il participe ensuite à la campagne de Birmanie. Après la guerre, il reprend ses études militaires au Command and Staff College de Quetta puis à l'Imperial Defence College à Londres.
Lors de la partition des Indes, Musa choisit le Pakistan et rejoint immédiatement son armée. Il participe ainsi à la première guerre indo-pakistanaise en 1947. Il reçoit à ce titre la décoration militaire Hilal-i-Jur'at. En 1948, il commande la 103e brigade d'infanterie basée à Sialkot puis la 52e brigade d'infanterie de Quetta l'année suivante. En 1951, il commande la 52e brigade d'infanterie de Dacca, dans le Pakistan oriental, et en 1952, il prend la tête de la 8e brigade d'infanterie basée à Quetta. En 1957, il devient vice-chef, puis chef du personnel du quartier général de l'armée à Rawalpindi.

### Chef de l'armée
En 1958, le chef de l'armée Muhammad Ayub Khan renverse de le pouvoir civil à la suite d'un coup d’État militaire. Il nomme alors Muhammad Musa pour le remplacer en tant que commandant-en-chef (Commander-in-Chief), titre aujourd'hui disparu mais correspondant au plus haut poste de l'armée pakistanaise. Cette nomination est l'objet de débats, alors qu'elle correspond à une élévation soudaine au sein de la hiérarchie militaire. Pour Brian Cloughley, Musa aurait été choisi par le général putschiste pour sa fiabilité, sa loyauté et son ambition modérée. Ayub aurait donc perçu Musa comme ne pouvant pas lui poser de problème et qu'il pourrait facilement contrôler. Toutefois, son manque d'expériences et compétences sera soulevée par plusieurs de ses proches ou subordonnés. Par exemple, Musa a supprimé le poste de « chef du personnel » (chief of staff) au sein du quartier-général, ce qui lui aurait imposé une surcharge de tâches administratives à remplir. En 1962, le président Ayub Khan prolonge de quatre années supplémentaires les fonctions de Musa, ce qui est une première à l'époque mais deviendra ensuite fréquent.
Muhammad Musa dirige donc l'armée lors de la deuxième guerre indo-pakistanaise en 1965. Alors que l'armée pakistanaise remporte des succès dans un premier temps, elle essuie finalement une débâcle au bout de deux mois. La manque d'expérience de Musa sera là aussi pointé, notamment en comparaison de son équivalent indien. Il a pourtant mené ses troupes vers certaines victoires stratégiques, comme la bataille de Chawinda, durant laquelle il repousse l'armée indienne qui avait pénétré le territoire pakistanais. Le 17 juin 1966, il quitte ses fonctions et est remplacé par Muhammad Yahya Khan, qui a été nommé à ce poste par le président Ayub Khan malgré les réticences de Musa envers ce choix.

## Carrière politique
À peine trois mois après son retrait de l'armée, Musa est nommé par le président Muhammad Ayub Khan au poste de gouverneur du Pakistan occidental, province qui correspond aujourd'hui à l'intégralité du Pakistan, depuis la sécession du Bangladesh. Il quitte ses fonctions le 20 mars 1969 alors que le pouvoir du président est largement contesté par un mouvement populaire, le chef de l’État démissionnant d'ailleurs le 25 mars.
Après des années d'inactivité politique et de retraite à Karachi, Musa se voit nommé gouverneur du Baloutchistan, sa province natale, le 17 décembre 1985, par le président Muhammad Zia-ul-Haq. C'est à ce poste qu'il meurt, le 12 mars 1991, à Quetta. Conformément à ses dernières volontés, il est enterré à Mashhad en Iran, dans un lieu saint du chiisme.